# Мрочковиці (Лодзинське воєводство)
Мрочковиці (пол. Mroczkowice) — село в Польщі, у гміні Цельондз Равського повіту Лодзинського воєводства.
Населення — 206 осіб (2011).
У 1975-1998 роках село належало до Скерневицького воєводства.

## Демографія
Демографічна структура станом на 31 березня 2011 року:
|          | Загалом | Допрацездатний вік | Працездатний вік | Постпрацездатний вік |
| -------- | ------- | ------------------ | ---------------- | -------------------- |
| Чоловіки | 95      | 18                 | 63               | 14                   |
| Жінки    | 111     | 20                 | 59               | 32                   |
| Разом    | 206     | 38                 | 122              | 46                   |